# I-D
i-D – brytyjskie czasopismo dedykowane modzie, muzyce, sztuce i kulturze młodzieżowej. Zostało stworzone przez projektanta i byłego redaktora „Vogue”, Terry’ego Jonesa, w 1980 roku. Pierwsze wydanie było fanzinem, tworzonym na maszynie do pisania. Mimo wieloletnich zmian czasopismo zachowało styl uliczny i zainteresowanie problemami młodzieży.
Redakcja magazynu organizowała także własne światowe wystawy fotograficzne i opublikowała kilka książek.
Czasopismo jest znane z innowacyjnych fotografii i charakterystycznej typografii, oraz bycia polem do popisu dla młodych talentów. Fotografowie Wolfgang Tillmans, Mario Testino, Craig McDean, Nick Knight i Juergen Teller rozpoczęli swoje kariery w „i-D”.
Magazyn rozpowszechnił hybrydowy styl fotografii mody i zdjęć dokumentalnych zwany „The Straight Up”. Początkowo przedstawiały one punków i młodzieżowych fanów new wave na londyńskich ulicach, którzy byli proszeni o oparcie się o najbliższą pustą ścianę. Rezultaty sesji – młodzież w ekscentrycznych strojach, patrząca w kamerę i widziana „od stóp do głów” – stały się ważną częścią dokumentacji sub- i kontrkultur młodzieżowych, a styl „straight up” ustabilizował się jako podstawowy w fotografii dokumentalnej.

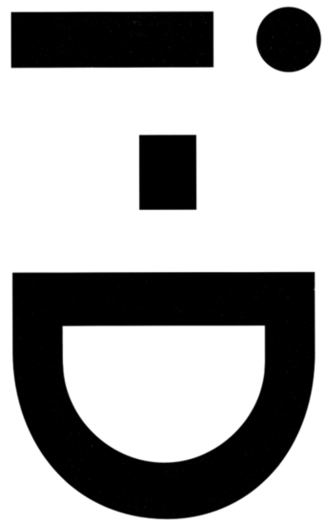
Logo „i-D” obrócone w prawo wygląda jak mrugający emotikon.

Typograficzne logo „i-D” przewrócone na prawą stronę ma na celu wyglądać jak mrugający do odbiorcy emotikon. Na większości okładek magazynu pojawia się mrugający okiem model lub modelka.